# Le David
 (février 2012).
Si vous disposez d'ouvrages ou d'articles de référence ou si vous connaissez des sites web de qualité traitant du thème abordé ici, merci de compléter l'article en donnant les références utiles à sa vérifiabilité et en les liant à la section « Notes et références ».
Le David est la dix-neuvième histoire de la série Les Tuniques bleues de Lambil et Raoul Cauvin. Elle est publiée pour la première fois du no 2265 au no 2275 du journal Spirou, puis en album en 1982.

## Résumé
La guerre de Sécession semble toucher à sa fin. À Washington, le Président Abraham Lincoln escompte en effet terminer rapidement cette guerre. Les Sudistes sont acculés par un blocus maritime, et ne peuvent recevoir de ravitaillements des autres puissances mondiales, notamment les puissances européennes. Dans de telles conditions, leur capitulation semble imminente. Malheureusement, les Sudistes ont trouvé un moyen de couler les vaisseaux nordistes sans que ces derniers ne puissent se l'expliquer. Effondré par une telle nouvelle, qui risque de remettre en cause l'issue de la guerre en rendant un nouveau souffle aux Confédérés, Lincoln charge l'armée de trouver cette arme infernale, et de trouver un moyen d'y remédier.
Dans le même temps, Blutch, après onze charges consécutives dans la même journée, s'est emporté envers Stark, et a fait preuve d'insubordination. La sentence est tombée, condamnant ce dernier à être fusillé, ce que Chesterfield accepte difficilement. Il essaie d'intercéder auprès du général Alexander, qui accepte, à titre exceptionnel, les excuses de Blutch. Têtu, ce dernier refuse cependant de retourner combattre, et reçoit sa fusillade comme une digne récompense. Il est sauvé in extremis par l'arrivée d'un message en provenance du gouvernement, qui invite justement les militaires à envoyer des espions à Charleston, important port sudiste où on suppose que se trouve l'arme infernale. Horace, bras droit d'Alexander, y voit une occasion de faire d'une pierre deux coups. En effet, Alexander voit mal comment trouver un soldat qui pourra accepter une mission aussi périlleuse. Il suffit de promettre au premier ce qu'il désire le plus, sa liberté, et au second une promotion. Blutch et Chesterfield acceptent la mission et se rendent à Charleston en se déguisant en soldats sudistes mutilés. Ils réaliseront que les Sudistes sont confiants grâce à leur nouvelle machine, et font ainsi du commerce avec des étrangers, notamment des commerçants allemands.
Après plusieurs péripéties, et une rencontre avec le général Lee, ils comprendront que cette arme est un sous-marin, le "David", qui éperonne les navires de guerre nordistes afin de faire des brèches importantes dans leur coque, et ainsi pouvoir les couler. Malheureusement, nos comparses finiront par se faire repérer, et tentent alors de rejoindre leurs lignes, traqués par toute l'armée sudiste, et croisant au passage de vieilles connaissances, comme Cancrelat.
De retour chez eux, Chesterfield explique au général Alexander la situation. Horace et le Général trouvent une solution : mettre d’épaisses plaques de métal sur la coque des bateaux. Celle-ci fonctionne à merveille. À la fin de l'histoire, Chesterfield et Blutch reçoivent leur récompense promise mais Stilman a inversé les noms.

## Personnages
- Sergent Chesterfield : déguisé en soldat paraplégique dans cet album, Chesterfield est le cerveau de cette opération. Puisqu'il est supposé être le seul à pouvoir voir, il guide en effet les recherches, avant de finir par fuir dans la campagne avec Blutch. Il prend pour habitude dans son exploration en tant que soldat infiltré d'énerver Blutch, et de finir par faire de folles chutes sur son fauteuil, sans pouvoir s'arrêter sous peine de se faire démasquer.
- Caporal Blutch : l'album commence par la performance de Blutch, qui, en pacifiste convaincu, marche droit vers la mort. Il est tellement empressé de mourir ou de démontrer l'absurde de la logique militaire qu'il agit à la place de l'officier chargé de l'exécuter. Ses performances le mettent dans une position très délicate, à tel point qu'il doit, s'il désire survivre, accomplir l'opération spéciale d'Alexander. Assez énergique dans cet album, il n'hésite même pas à se moquer ouvertement de Stilman, lui reprochant d'être un officier lâche inefficace et totalement incompétent. La lâcheté de Blutch est mise au second plan : il affronte délibérément la mort, et ce sans la moindre crainte.

On peut, accessoirement, citer un vaste échantillon de personnages récurrents, qui, sans tenir une place importante dans l'album, enrichissent ce dernier. Outre la présence d'Alexander, de Stark, ou encore de Stilman, l'album présente aussi des personnages historiques, comme Abraham Lincoln, ou bien le général Lee. Enfin, l'album voit aussi la résurrection, brève et très courte, de Cancrelat, le fameux ennemi de nos deux héros, depuis l'album "La Prison de Robertsonville".
Accessoirement, l'album renoue aussi avec d'anciens personnages de la série, notamment le fameux Cancrelat, qui reviendra par la suite dans d'autres albums, mais jamais en tant que personnage récurrent.

## Contexte historique

### Rapport entre la réalité et la fiction (BD)
C'est un album riche qui, outre le fait de présenter bon nombre de personnages, s'apparente à l'album Les Bleus dans la marine, dans le sens où l'auteur a fait preuve d'un véritable effort de recherche. La fiction relate des faits réels comme : 
- Le Plan Anaconda :

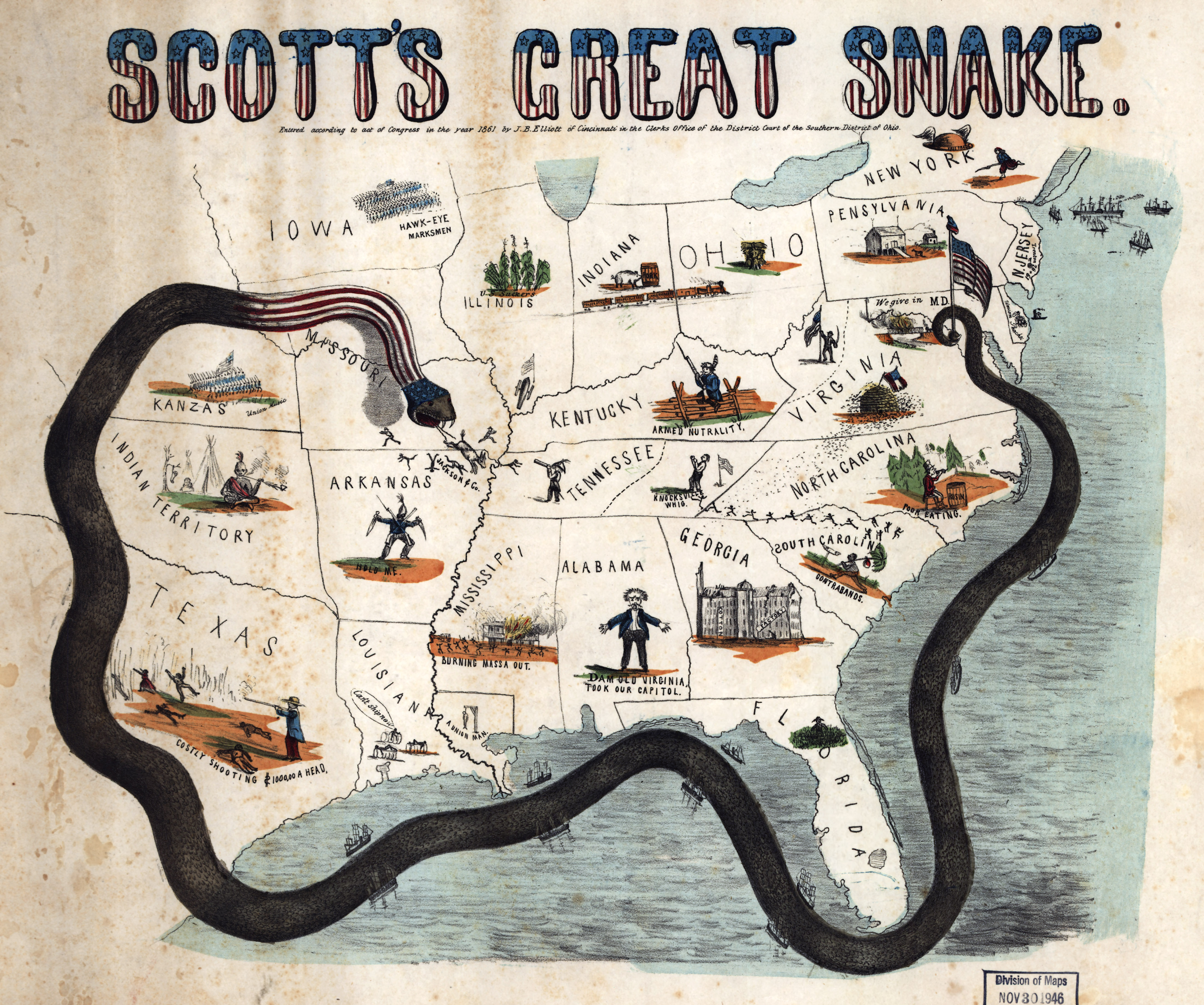
Plan Anaconda

Dans l'album, il est question d'un blocus. Effectivement, durant la guerre de Sécession (entre 1861 et 1865), le Blocus de l'Union a pour objectif de bloquer les échanges de vivres et d'armes des confédérés. L'union entend ainsi ruiner l'économie sudiste. En effet, les exportations de coton ont alors diminué de 95 %. Entre 1861 et 1865, l'inflation éclata et cela entraîna la faillite des banques. Le Blocus de l'union est une partie du plan Anaconda (ou Scott's Great Snake) . Ce dernier était le plan stratégique de l'Union pour vaincre la confédération. Ce plan était élaboré par le général Winfield Scott. Dans l'album, on voit que les Sudistes ont contourné celui-ci grâce au David.
- Le David :[1]

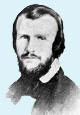
Horace Hunley

En effet, le David a réellement existé. De son vrai nom Le CSS David, il n'est pas vraiment ce que l'on pourrait appeler un sous-marin car il n'était pas entièrement submersible. Il fut construit en 1863 à Charleston en Caroline du Sud (l’album se passe bien en Caroline du Sud) par David C Ebaugh et ST Julien Ravenel, à la demande des Confédérés par Horace Lawson Hunley. Son utilisation est semblable à celle décrite dans l'album : ce sous-marin utilisait, à l'aide d'une longue perche, des charges explosives qu'il fixait sur les coques des navires ennemis pour les couler. Cependant, contrairement à ce que dit l'album, le David en lui-même fut plus un échec qu'autre chose. En effet, l’absence de blindage l'obligeait à opérer de nuit (dans l'album, on voit que l'action se passe en pleine journée). À deux reprises, il coula, provoquant la mort de son créateur. Dans l’album, Horace trouve une solution au David. En effet, il rajouta des épaisses plaques de métal sur la coque des bateaux. Dans les faits réels, cela s'est bien passé : le CSS David devient le Hunley grâce à ces changements.
En conclusion, l'album "Le David" est plus ou moins fiable. Cauvin s'est renseigné sur le Blocus et sur le David pour écrire son album. Mais il ne faut pas oublier que c'est une histoire romancée.

## Sources web
- Guerre de Sécession: Début du blocus de l'Union.

- Anaconda Plan-Civil War

- .Anaconda Plan Encyclopedia Virginia